# Persone di cognome Brooks
| Questa pagina contiene informazioni ricavate automaticamente dalle voci biografiche con l'ausilio del template Bio e di un bot. L'aggiornamento è periodico e automatico e ricostruisce completamente la pagina. Se manca una persona in questa lista, sei pregato di non aggiungerla, ma accertati piuttosto che la sua voce biografica contenga il template Bio e che i dati anagrafici siano correttamente compilati. Se il template Bio manca, inseriscilo tu stesso o, in alternativa, metti l'avviso {{tmp\|Bio}} che ne segnala la mancanza. Se i dati riportati sono sbagliati, correggi direttamente la voce biografica; le modifiche saranno visibili in questa lista entro pochi giorni. Per chiarimenti vedi il progetto antroponimi. La lista contiene solo le 117 persone che sono citate nell'enciclopedia e per le quali è stato implementato correttamente il template Bio. Pagina aggiornata al 23 giu 2025. |

Questa è una lista di persone presenti nell'enciclopedia che hanno il cognome Brooks, suddivise per attività principale.

## Allenatori di pallacanestro(1)
- Aaron Brooks, allenatore di pallacanestro e ex cestista statunitense (Seattle, n. 1985)

## Arbitri di calcio(1)
- John Brooks, arbitro di calcio e ex assistente arbitrale di calcio inglese (Melton Mowbray, n. 1990)

## Artisti marziali misti(1)
- Will Brooks, artista marziale misto statunitense (Chicago, n. 1986)

## Astronomi(1)
- William Robert Brooks, astronomo statunitense (Maidstone, n. 1844 - Geneva, † 1922)

## Attori(15)
- Albert Brooks, attore, sceneggiatore e regista statunitense (Beverly Hills, n. 1947)
- Leslie Csuth, attore inglese (Northampton, n. 1957)
- Avery Brooks, attore statunitense (Evansville, n. 1948)
- Darin Brooks, attore statunitense (Honolulu, n. 1984)
- David Allen Brooks, attore statunitense (Los Angeles, n. 1947)
- Randy Brooks, attore statunitense (New York, n. 1950)
- Jalen Thomas Brooks, attore statunitense (Los Angeles, n. 2001)
- Jason Brooks, attore statunitense (Colorado Springs, n. 1966)
- Joel Brooks, attore statunitense (New York, n. 1949)
- Martin E. Brooks, attore statunitense (New York, n. 1925 - Los Angeles, † 2015)
- Rand Brooks, attore statunitense (Saint Louis, n. 1918 - Santa Ynez, † 2003)
- Richard Brooks, attore statunitense (Cleveland, n. 1962)
- Ron Brooks, attore statunitense
- Sammy Brooks, attore statunitense (New York, n. 1891 - Los Angeles, † 1951)
- Skylan Brooks, attore statunitense (Torrance, n. 1999)

## Attrici(8)
- Andrea Brooks, attrice, modella e conduttrice televisiva canadese (Brantford, n. 1989)
- Danielle Brooks, attrice e cantante statunitense (North Augusta, n. 1989)
- Geraldine Brooks, attrice statunitense (New York, n. 1925 - Riverhead, † 1977)
- Golden Brooks, attrice statunitense (San Francisco, n. 1970)
- Hazel Brooks, attrice e modella statunitense (Città del Capo, n. 1924 - Bel Air, † 2002)
- Jean Brooks, attrice statunitense (Houston, n. 1915 - Richmond, † 1963)
- Leslie Brooks, attrice statunitense (Lincoln, n. 1922 - Sherman Oaks, † 2011)
- Louise Brooks, attrice, ballerina e showgirl statunitense (Cherryvale, n. 1906 - Rochester, † 1985)

## Attrici pornografiche(1)
- Abbey Brooks, ex attrice pornografica statunitense (Chicago, n. 1983)

## Bassisti(1)
- Harvey Brooks, bassista statunitense (New York, n. 1944)

## Calciatori(5)
- Andre Brooks, calciatore inglese (Sheffield, n. 2003)
- David Brooks, calciatore inglese (Warrington, n. 1997)
- Ethan Brooks, calciatore sudafricano (Johannesburg, n. 2001)
- Johnny Brooks, calciatore inglese (Reading, n. 1931 - Bournemouth, † 2016)
- Shaun Brooks, ex calciatore inglese (Reading, n. 1962)

## Cantanti(2)
- Elkie Brooks, cantante britannica (Salford, n. 1945)
- Garth Brooks, cantante statunitense (Tulsa, n. 1962)

## Cantautrici(2)
- Karen Brooks, cantautrice statunitense (Dallas, n. 1954)
- Meredith Brooks, cantautrice, chitarrista e produttrice discografica statunitense (Corvallis, n. 1958)

## Cestisti(16)
- De'Mon Brooks, cestista statunitense (Charlotte, n. 1992)
- Jeff Brooks, cestista statunitense (Louisville, n. 1989)
- Armoni Brooks, cestista statunitense (Waco, n. 1998)
- Brandon Brooks, ex cestista statunitense (Irving, n. 1987)
- Darren Brooks, ex cestista statunitense (St. Louis, n. 1982)
- Devin Brooks, cestista statunitense (Harlem, n. 1992)
- Dillon Brooks, cestista canadese (Mississauga, n. 1996)
- Eli Brooks, cestista statunitense (Sumter, n. 1998)
- Jerrold Brooks, ex cestista statunitense (Rochester, n. 1991)
- Kevin Brooks, ex cestista e allenatore di pallacanestro statunitense (Beaufort, n. 1969)
- Malcolm Brooks, ex cestista statunitense (Brooklyn, n. 1992)
- MarShon Brooks, cestista statunitense (Long Branch, n. 1989)
- Michael Brooks, cestista e allenatore di pallacanestro statunitense (Filadelfia, n. 1958 - † 2016)
- Nysier Brooks, cestista statunitense (Filadelfia, n. 1996)
- Ryan Brooks, ex cestista statunitense (New Orleans, n. 1988)
- Scott Brooks, ex cestista e allenatore di pallacanestro statunitense (French Camp, n. 1965)

## Critici letterari(1)
- Peter Brooks, critico letterario statunitense (n. 1938)

## Doppiatrici(1)
- Kimberly Brooks, doppiatrice statunitense (n. 1981)

## Fisiche(1)
- Harriet Brooks, fisica canadese (Exeter, n. 1876 - Montreal, † 1933)

## Fondiste(1)
- Holly Brooks, ex fondista statunitense (Redmond, n. 1982)

## Fotografe(1)
- Reva Brooks, fotografa canadese (Toronto, n. 1913 - San Miguel de Allende, † 2004)

## Fumettisti(1)
- Mark Brooks, fumettista statunitense (n. 1973)

## Generali(1)
- Dallas Brooks, generale e politico britannico (Cambridge, n. 1896 - Melbourne, † 1966)

## Giocatori di football americano(14)
- Aaron Brooks, ex giocatore di football americano statunitense (Newport News, n. 1976)
- Ahmad Brooks, ex giocatore di football americano statunitense (Fairfax, n. 1984)
- Brandon Brooks, ex giocatore di football americano statunitense (Milwaukee, n. 1989)
- Derrick Brooks, ex giocatore di football americano statunitense (Pensacola, n. 1973)
- Jalen Brooks, giocatore di football americano statunitense (Harrisburg, n. 2000)
- James Brooks, ex giocatore di football americano statunitense (Warner Robins, n. 1958)
- James Brooks, ex giocatore di football americano e allenatore di football americano statunitense (Flagstaff, n. 1988)
- Jonathon Brooks, giocatore di football americano statunitense (Hallettsville, n. 2003)
- Jordyn Brooks, giocatore di football americano statunitense (Dallas, n. 1997)
- Karl Brooks, giocatore di football americano samoano americano (Lansing, n. 2000)
- Kevin Brooks, ex giocatore di football americano statunitense (Detroit, n. 1963)
- Robert Brooks, ex giocatore di football americano statunitense (Greenwood, n. 1972)
- Ron Brooks, ex giocatore di football americano statunitense (Dallas, n. 1988)
- Terrence Brooks, giocatore di football americano statunitense (Dunnellon, n. 1991)

## Giornaliste(1)
- Rebekah Brooks, giornalista e editrice britannica (Warrington, n. 1968)

## Giornalisti(1)
- Shirley Brooks, giornalista e commediografo inglese (Londra, n. 1816 - † 1874)

## Hockeisti su ghiaccio(1)
- Herb Brooks, hockeista su ghiaccio e allenatore di hockey su ghiaccio statunitense (St. Paul, n. 1937 - Forest Lake, † 2003)

## Matematici(1)
- Rodney Brooks, matematico e informatico australiano (Adelaide, n. 1950)

## Militari(1)
- Lawrence Brooks, militare statunitense (Norwood, n. 1909 - New Orleans, † 2022)

## Multipliste(1)
- Taliyah Brooks, multiplista statunitense (Wichita Falls, n. 1995)

## Musicisti(2)
- Dudley Brooks, musicista statunitense (Los Angeles, n. 1913 - Los Angeles, † 1989)
- Jon Brooks, musicista britannico

## Nuotatori(1)
- Neil Brooks, ex nuotatore australiano (Crewe, n. 1962)

## Pallanuotisti(1)
- Brandon Brooks, ex pallanuotista e allenatore di pallanuoto statunitense (Rock Island, n. 1981)

## Pianiste(1)
- Hadda Brooks, pianista, cantante e compositrice statunitense (Los Angeles, n. 1916 - Los Angeles, † 2002)

## Piloti automobilistici(1)
- Tony Brooks, pilota automobilistico britannico (Dukinfield, n. 1932 - Londra, † 2022)

## Pistard(1)
- Charlie Brooks, pistard britannico (West Malling, n. 1881 - Leicester, † 1937)

## Pittrici(1)
- Romaine Brooks, pittrice statunitense (Roma, n. 1874 - Nizza, † 1970)

## Poetesse(1)
- Gwendolyn Brooks, poetessa e scrittrice statunitense (Topeka, n. 1917 - Chicago, † 2000)

## Politici(4)
- Mo Brooks, politico statunitense (Charleston, n. 1954)
- Bryant Butler Brooks, politico e banchiere statunitense (Bernardston, n. 1861 - Casper, † 1944)
- Jack Brooks, politico statunitense (Crowley, n. 1922 - Beaumont, † 2012)
- Preston Brooks, politico statunitense (Edgefield, n. 1819 - Washington, † 1857)

## Predicatori(1)
- Thomas Brooks, predicatore e teologo inglese (n. 1608 - † 1680)

## Produttori televisivi(1)
- James L. Brooks, produttore televisivo, produttore cinematografico e regista statunitense (New York, n. 1940)

## Pugili(1)
- Nate Brooks, pugile statunitense (Cleveland, n. 1933 - † 2020)

## Rapper(3)
- Yungen, rapper britannico (Herne Hill, n. 1992)
- San Quinn, rapper statunitense (Oakland, n. 1977)
- Soopafly, rapper e produttore discografico statunitense (Long Beach, n. 1972)

## Registi(3)
- Adam Brooks, regista e sceneggiatore canadese (Toronto, n. 1956)
- Mel Brooks, regista, sceneggiatore e comico statunitense (New York, n. 1926)
- Richard Brooks, regista, sceneggiatore e scrittore statunitense (Filadelfia, n. 1912 - Studio City, † 1992)

## Sassofonisti(1)
- Tina Brooks, sassofonista e compositore statunitense (Fayetteville, n. 1932 - New York, † 1974)

## Sciatori alpini(1)
- Caleb Brooks, sciatore alpino canadese (n. 2004)

## Scrittori(4)
- Ben Brooks, scrittore britannico (Gloucestershire, n. 1992)
- Kevin Brooks, scrittore britannico (Exeter, n. 1959)
- Max Brooks, scrittore, sceneggiatore e attore statunitense (New York, n. 1972)
- Terry Brooks, scrittore statunitense (Sterling, n. 1944)

## Scrittrici(1)
- Geraldine Brooks, scrittrice e giornalista australiana (Sydney, n. 1955)

## Soprani(1)
- Patricia Brooks, soprano statunitense (New York, n. 1933 - New York, † 1999)

## Storici(1)
- Van Wyck Brooks, storico e critico letterario statunitense (Plainfield, n. 1886 - Bridgewater, † 1963)

## Teologhe(1)
- Nona L. Brooks, teologa statunitense (Louisville, n. 1861 - Denver, † 1945)

## Velociste(1)
- Sheri-Ann Brooks, velocista giamaicana (Kingston, n. 1983)

## Wrestler(3)
- CM Punk, wrestler e ex artista marziale misto statunitense (Chicago, n. 1978)
- Rebel, wrestler statunitense (Owasso, n. 1978)
- Tim Brooks, wrestler statunitense (Waxahachie, n. 1946 - † 2020)